# Гімн Іспанії
La marcha real (укр. Королівський марш) — офіційний гімн Іспанії. Вважається одним з найстарших у світі, проте дата його написання та композитор невідомі. Один з небагатьох національних гімнів без слів.

## Історія
Вперше ноти гімну були надруковані у 1761 році в виданні Libro de Ordenanza de los toques militares de la Infantería Española, де він називався «La Marcha Granadera» («Марш Гренадерів»).
У 1770 році король Карл ІІІ затвердив «La Marcha Granadera» як офіційний гімн, відповідно він почав виконуватись на всіх офіційних заходах. Оскільки марш постійно виконувався на всіх заходах за участю королівської родини, іспанці стали вважати його своїм національним гімном, а згодом назва змінилась на «Королівський марш».
У період Другої Республіки «El Himno de Riego» («Гімн Ріего») став використовуватись як офіційний гімн, замінивши «La Marcha Granadera». Проте після закінчення громадської війни Франсіско Франко знову затвердив «Королівський марш» як офіційний гімн, проте назва була змінена на «Марш Гренадерів».
Після приходу до влади короля Хуана Карлоса І та прийняття в 1978 році нової Конституції маестро Франсіско Ґрау було дано завдання створити нове аранжування гімну, яке використовується і сьогодні. У 1997 році «La Marcha Real» був затверджений як офіційний гімн. Хоча нині гімн не має слів, проте це було не завжди. Одна версія зі словами використовувалась під час правління Альфонса XIII, а інша під час правління Франциско Франко. Зараз існує версія 2008 року авторства Пауліно Куберо, але вона не затверджена офіційно.
Гімн має дві версії — коротку та довгу. Довга версія виконується в присутності Короля, а коротка в присутності Прем'єр міністра, Принца та під час спортивних змагань. Гімн може виконуватись симфонічним оркестром, військовим оркестром чи на органі.

## Права на гімн
Наразі використовується версія, написана у 1900-х роках, тому права на гімн у 1997 році ще належали нащадкам композитора. Тому уряд Іспанії купив у цьому ж році всі права на гімн за 130,000,000 песо (орієнтовно 781,316 Євро).

## Текст гімну

### Версія під час правлінняАльфонса ХІІІ
Gloria, gloria, corona de la Patria,

soberana luz

que es oro en tu color.

Vida, vida, futuro de la Patria,

que en tus ojos es

abierto corazón.

Púrpura y oro: bandera inmortal;

en tus colores, juntas, carne y alma están.

Púrpura y oro: querer y lograr;

Tú eres, bandera, el signo del humano afán.

Gloria, gloria, corona de la Patria,

soberana luz

que es oro en tu color.

Púrpura y oro: bandera inmortal;

en tus colores, juntas, carne y alma están.

### Версія під час правлінняФранциско Франко
Viva España, alzad los brazos, hijos

del pueblo español,

que vuelve a resurgir.

Gloria a la Patria que supo seguir,

sobre el azul del mar el caminar del sol.

Gloria a la Patria que supo seguir,

sobre el azul del mar el caminar del sol.

¡Triunfa España! Los yunques y las ruedas

cantan al compás

del himno de la fe.

¡Triunfa España! Los yunques y las ruedas

cantan al compás

del himno de la fe.

Juntos con ellos cantemos de pie

la vida nueva y fuerte del trabajo y paz.

Juntos con ellos cantemos de pie

la vida nueva y fuerte del trabajo y paz.

Viva España, alzad los brazos, hijos

del pueblo español,

que vuelve a resurgir.

Viva España, alzad los brazos, hijos

del pueblo español,

que vuelve a resurgir.

Gloria a la Patria que supo seguir,

sobre el azul del mar el caminar del sol.

Gloria a la Patria que supo seguir,

sobre el azul del mar el caminar del sol.

### Сучасна версія (офіційно не затверджена)
¡Viva España!

Cantemos todos juntos

con distinta voz

y un solo corazón
¡Viva España!

desde los verdes valles

al inmenso mar,

un himno de hermandad
Ama a la patria

pues sabe abrazar,

bajo su cielo azul,

pueblos en libertad
Gloria a los hijos

que a la Historia dan

justicia y grandeza

democracia y paz.